# Puiggròs (Artesa de Segre)
El Puiggròs és una muntanya de 421 metres que es troba al municipi d'Artesa de Segre, a la comarca catalana de la Noguera.